# Colonna infame (Milano)
(da La sentenza data a Guglielmo Piazza e Gio. Giacomo Mora, 1631.)

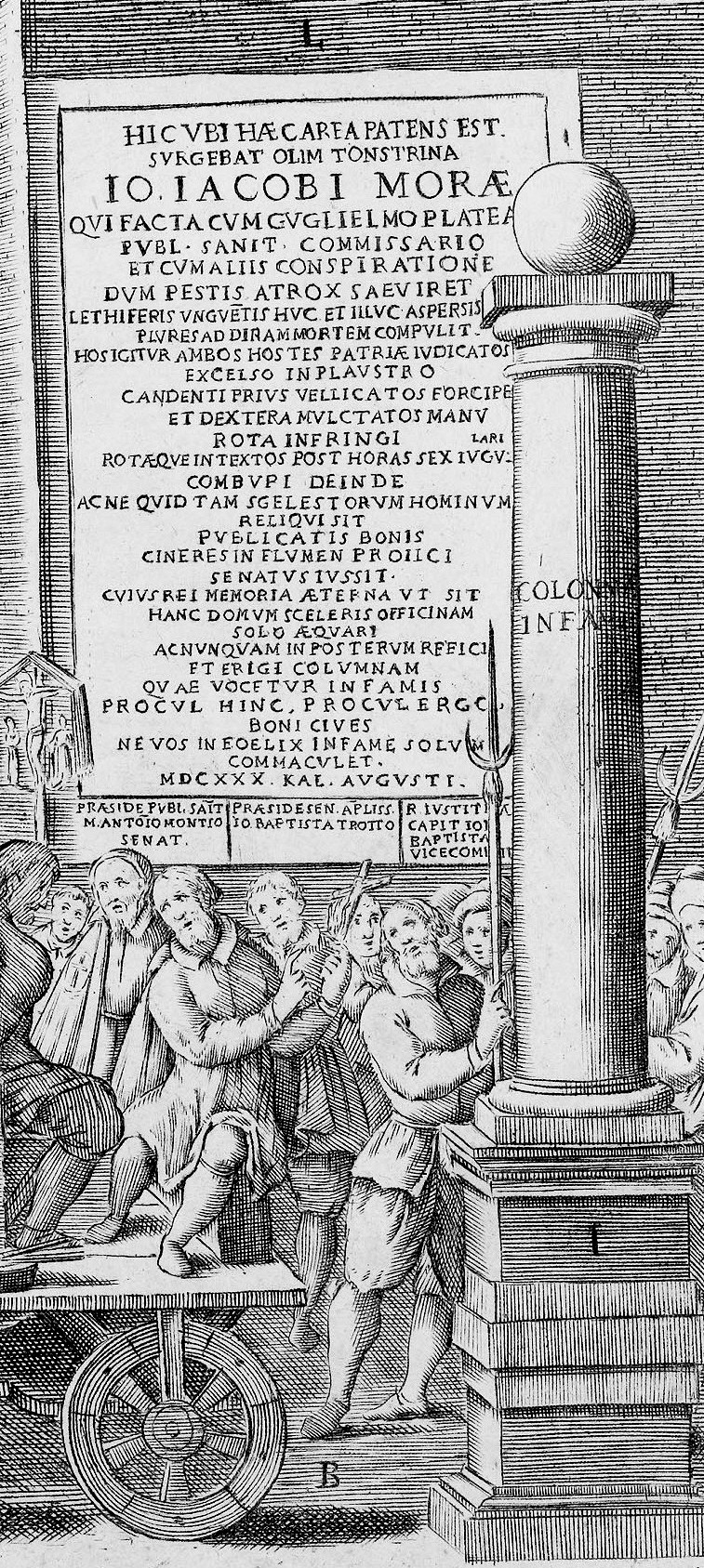
La colonna infame e la lapide, 1630 ca.

La colonna infame era un monumento a memoria del processo del barbiere Gian Giacomo Mora e del cittadino milanese Guglielmo Piazza posto all'angolo tra le attuali via Gian Giacomo Mora e corso di Porta Ticinese a Milano. Eretta nel 1630 dal governo milanese durante la dominazione spagnola e demolita nel 1778 durante l'amministrazione austriaca di Maria Teresa d'Austria, la colonna era intesa in origine come marchio d'infamia nei confronti dei due sospettati untori. Grazie al celebre saggio di Alessandro Manzoni la Storia della colonna infame, passò alla storia come simbolo della superstizione e dell'iniquità del sistema giudiziario spagnolo dell'epoca e della continua riproducibilità del male nella storia.

## Contesto storico
Milano, allora amministrata dagli spagnoli, fu duramente colpita nel 1630 da una terribile peste diffusa in gran parte del nord della penisola italiana, nota anche come peste manzoniana e che uccise quasi la metà della popolazione provocando la morte di circa 60 000 milanesi: in un clima che vedeva la popolazione allo stremo, aggravato dalla ampia diffusione di superstizioni popolari, una donna del quartiere denunciò Guglielmo Piazza accusandolo di essere un untore intento a diffondere il morbo mediante particolari unguenti procuratigli dal barbiere Gian Giacomo Mora e che egli avrebbe applicato alle porte di alcune case. Venne quindi imbastito un processo in cui i due malcapitati vennero accusati di essere untori: il procedimento, condizionato da un uso disinvolto della tortura secondo gli usi dell'epoca, terminò con la condanna a morte dei due che confessarono la propria inesistente colpevolezza pur di porre fine alle atroci sofferenze a loro causate dalle torture, peraltro contraddicendo più volte le loro stesse dichiarazioni.
La sentenza, oltre ad una condanna a morte da eseguirsi dopo vari supplizi da infliggere sfilando per le contrade della città, prevedeva l'abbattimento della casa-bottega di Gian Giacomo Mora; lo spazio vuoto venne occupato dalla colonna infame a memoria perpetua delle punizioni che sarebbero toccate a chi si fosse macchiato della colpa di essere un untore e come marchio di infamia indelebile per lo sventurato Mora.

## Descrizioni

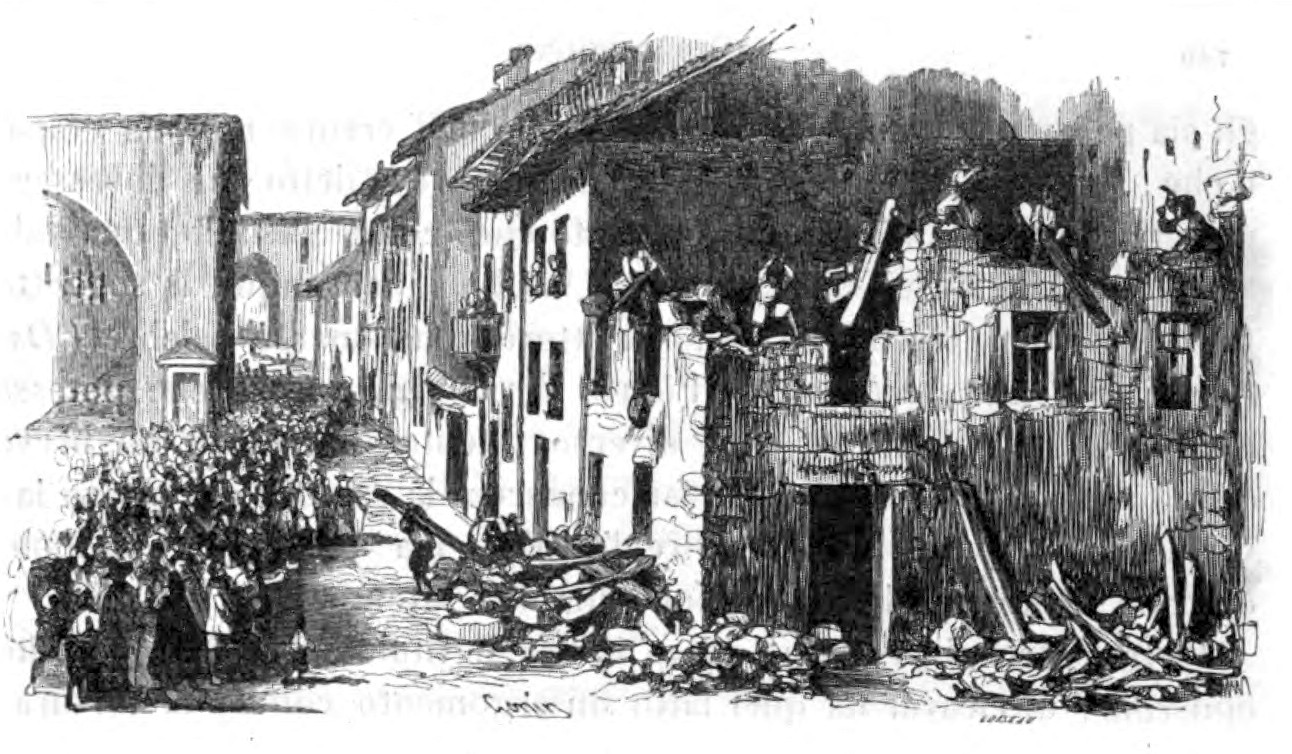
La distruzione della casa del Mora (Gonin 1840)

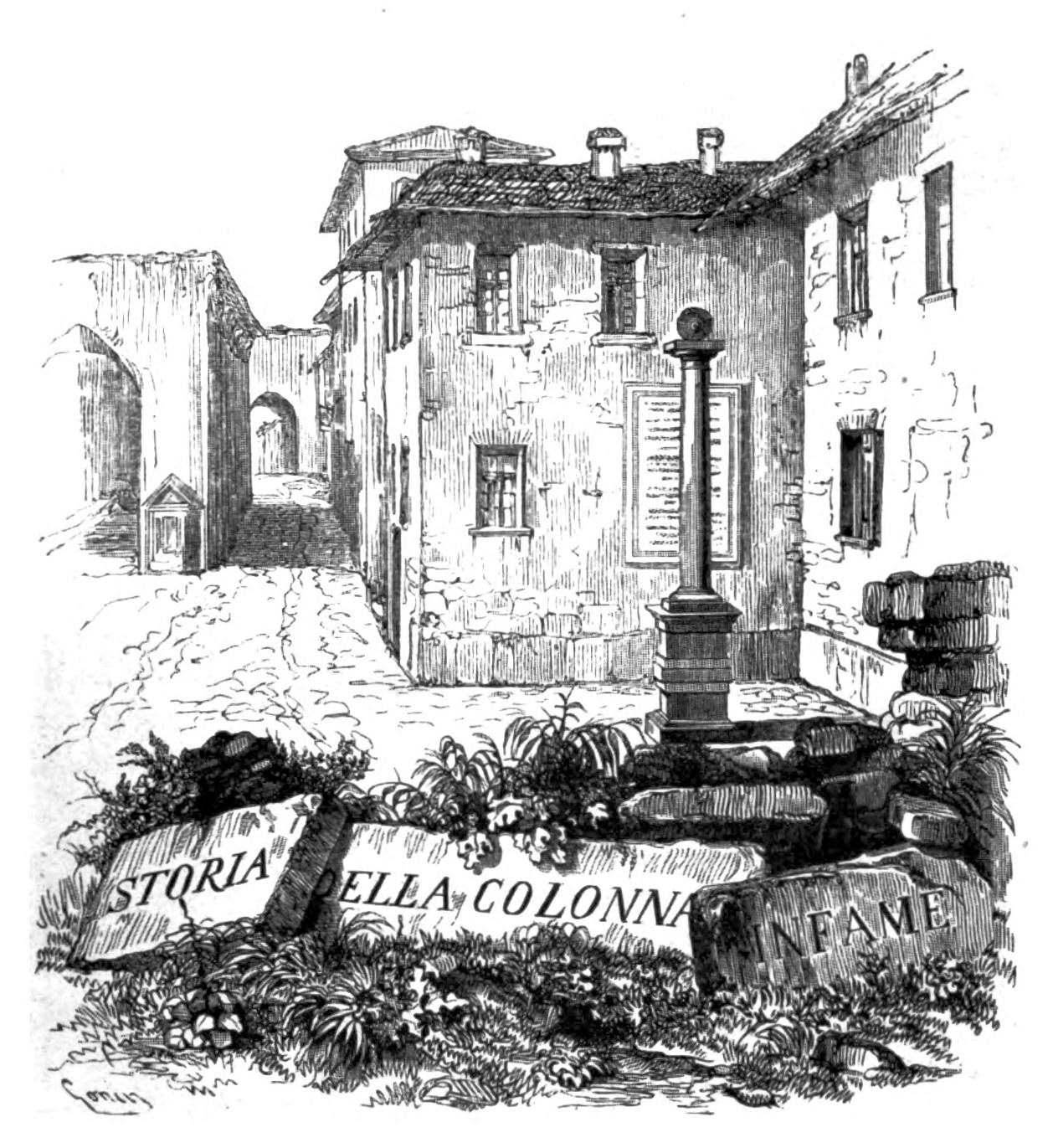
La colonna infame (Gonin 1840)

Nella prima metà del XVIII secolo l'avversione verso i presunti untori era ancora viva e diffusa tra la popolazione.
Scriveva così Carlo Torre nel suo Ritratto di Milano (1674):
(Carlo Torre)
Intorno al 1713 ebbe a scrivere lo storico ed erudito Ludovico Muratori, con cui il Manzoni polemizzò, nel trattato Del governo della peste, dopo aver avvertito le autorità preposte a "invigilare [...] che il Morbo non si comunichi [...] e [...] che non sia esso accresciuto dalla malizia e diabolica ingordigia degli scellerati":
(Ludovico Muratori)
Poco dopo però il Muratori prosegue, esprimendo i suoi dubbi circa superstizioni ed abuso di potere della magistratura milanese:
(Ludovico Muratori)
Scriveva invece Serviliano Latuada nel 1738:
Nell'anno 1630 faceva gran strage in questa Città la pestilenza, ed il mentovato Mora collegato Con Guglielmo Piazza e molt'altri accresceva con unguenti avvelenati a' nostri Cittadini il terrore. Preso pertanto, e condannato ad atrocissima morte, insieme degli altri Complici, gli fu ancora eretto quello perenne testimònio delle di lui scelleraggini»
(Serviliano Latuada)
Ancora riguardo alla peste e agli untori:
(Serviliano Latuada)

## Aspetto

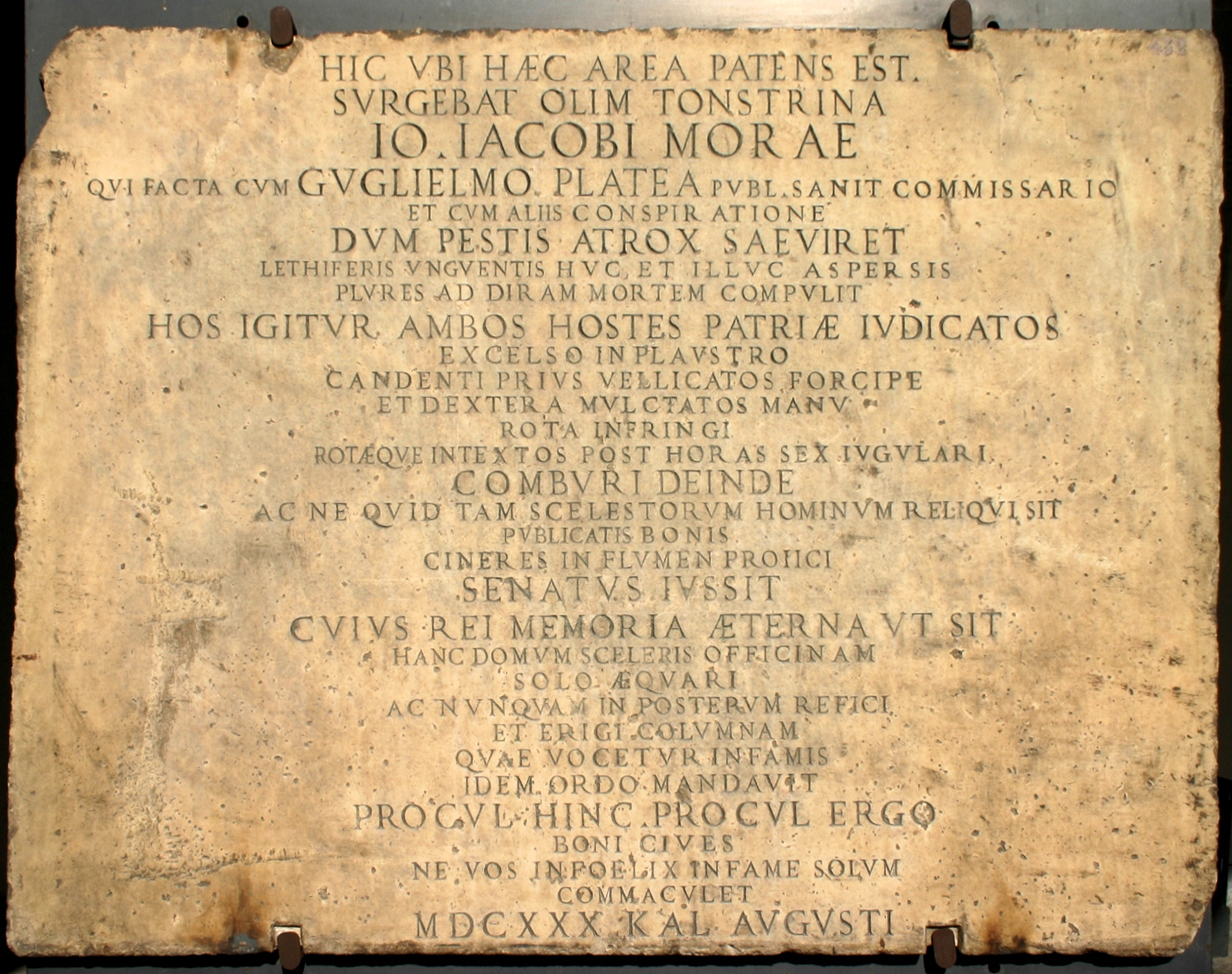
Lapide con la descrizione dei fatti

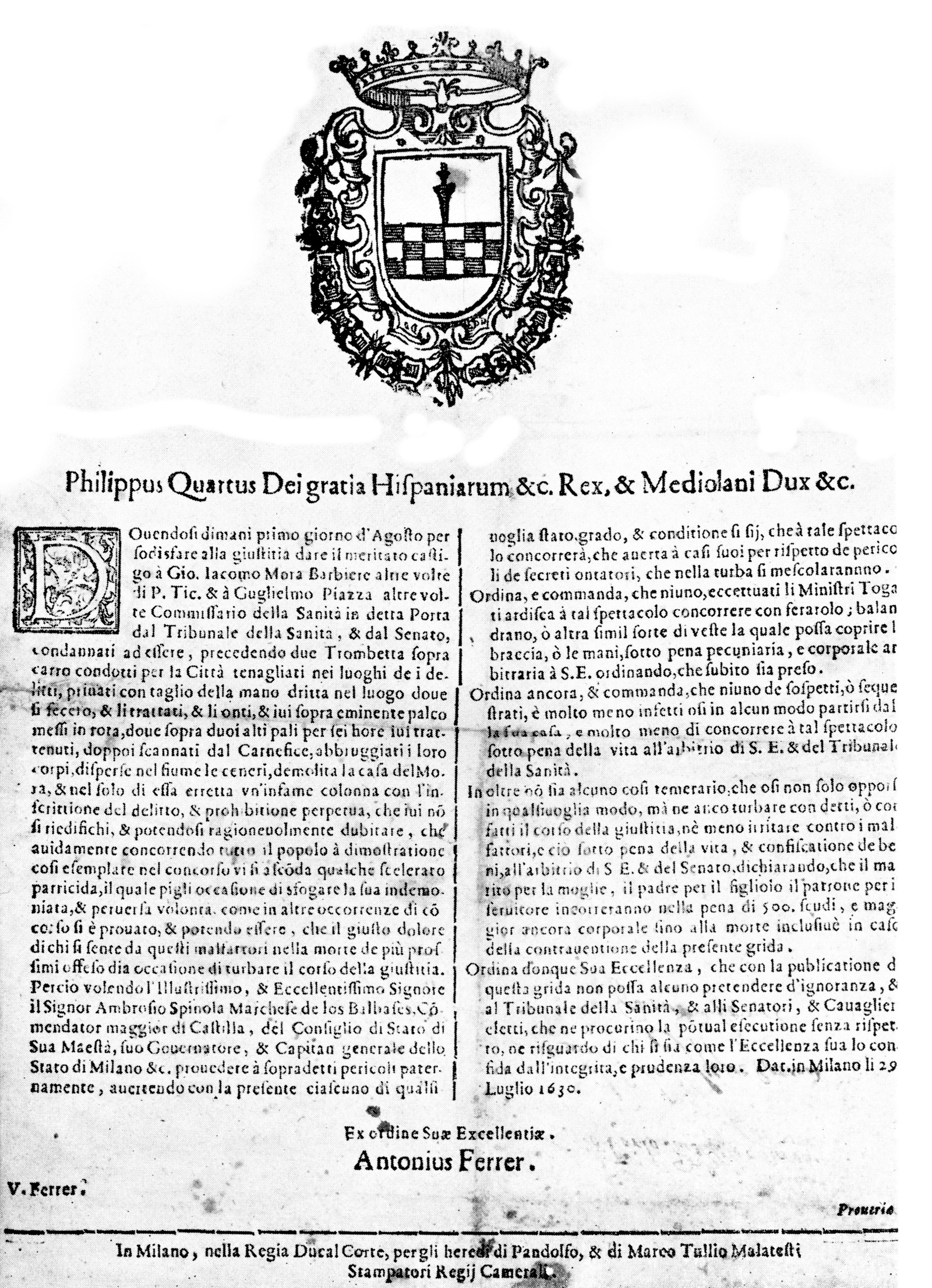
Grida del 29 luglio 1630 con la condanna di Piazza e di Mora

Della colonna non sono giunte descrizioni dettagliate, ma nelle stampe è raffigurata con una palla posta sulla sommità.
La lapide che descrive gli avvenimenti e le pene inflitte ai colpevoli era originariamente posta su un muro a fianco della colonna ed è oggi conservata nei musei del castello Sforzesco.
SVRGEBAT OLIM TONSTRINA

IO. IACOBI MORAE

QVI FACTA CVM GVGLIELMO PLATEA PVBL. SANIT. COMMISSARIO

ET CVM ALIIS CONSPIRATIONE

DVM PESTIS ATROX SAEVIRET

LETHIFERIS VNGVENTIS HVC ET ILLVC ASPERSIS

PLVRES AD DIRAM MORTEM COMPVLIT

HOS IGITVR AMBOS HOSTES PATRIÆ IVDICATOS

EXCELSO IN PLAVSTRO

CANDENTI PRIVS VELLIICATOS FORCIPE

ET DEXTERA MVLCTATOS MANV

ROTA INFRINGI

ROTÆQVE INTEXTOS POST HORAS SEX IVGVLARI

COMBVRI DEINDE

AC NE QVID TAM SCELESTORVM HOMINVM RELIQVI SIT

PVBLICATIS BONIS

CINERES IN FLVMEN PROIICI

SENATVS IVSSIT

CVIVS REI MEMORIA ÆTERNA VT SIT

HANC DOMVM SCELERIS OFFICINAM

SOLO ÆQVARI

AC NVNQVAM IN POSTERVM REFICI

ET ERIGI COLVMNAM

QVAE VOCETVR INFAMIS

PROCVL HINC PROCVL ERGO

BONI CIVES

NE VOS INFOELIX INFAME SOLVM

COMMACVLET

MDCXXX KAL. AVGVSTI
(PRÆSIDE PVBLICO SANITATIS MARCO ANTONIO MONTIO SENATORE)

(PRÆSIDE SENATVS AMPLISS. IO. BAPTISTA TROTTO)

(R. IVSTITIÆ CAPITANEO IO. BAPTISTA VICECOMITE)»
sorgeva un tempo la barbieria

di Gian Giacomo Mora

il quale congiurato con Guglielmo Piazza pubblico commissario di sanità

e con altri

mentre la peste infieriva più atroce

sparsi qua e là mortiferi unguenti

molti trasse a cruda morte

Questi due adunque giudicati nemici della patria

il senato comandò

che sovra alto carro

martoriati prima con rovente tanaglia

e tronca la mano destra

si frangessero colla ruota

e alla ruota intrecciati dopo sei ore scannati

poscia abbruciati

e perché nulla resti d'uomini così scellerati

confiscati gli averi

si gettassero le ceneri nel fiume

A memoria perpetua di tale reato

questa casa officina del delitto

il Senato medesimo ordinò spianare

e giammai rialzarsi in futuro

ed erigere una colonna

che si appelli infame

Lungi adunque lungi da qui

buoni cittadini

che voi l'infelice infame suolo

non contamini

Il primo d'agosto MDCXXX.
(Il presidente della Pubblica Sanità, Marco Antonio Monti senatore)

(Il presidente dell'ecc. Senato, Giovanni Battista Trotti)

(Il R. Capitano della Giustizia, Giovanni Battista Visconti)»
(Il testo originale della lapide e la traduzione di Pietro Verri)
I nomi posti dopo la data, oggi non più presenti, furono trascritti in forme diverse da vari autori.
Filippo Argelati, in riferimento a Marco Antonio Monti, considerava una menzione d'onore (honorifica mentio) quella sulla lapide. Pietro Verri invece nelle Osservazioni sulla tortura riportò il testo solo fino alla data, omettendo i nomi, forse per non offendere le famiglie dei nominati, in parte ancora presenti a Milano.

## L'abbattimento

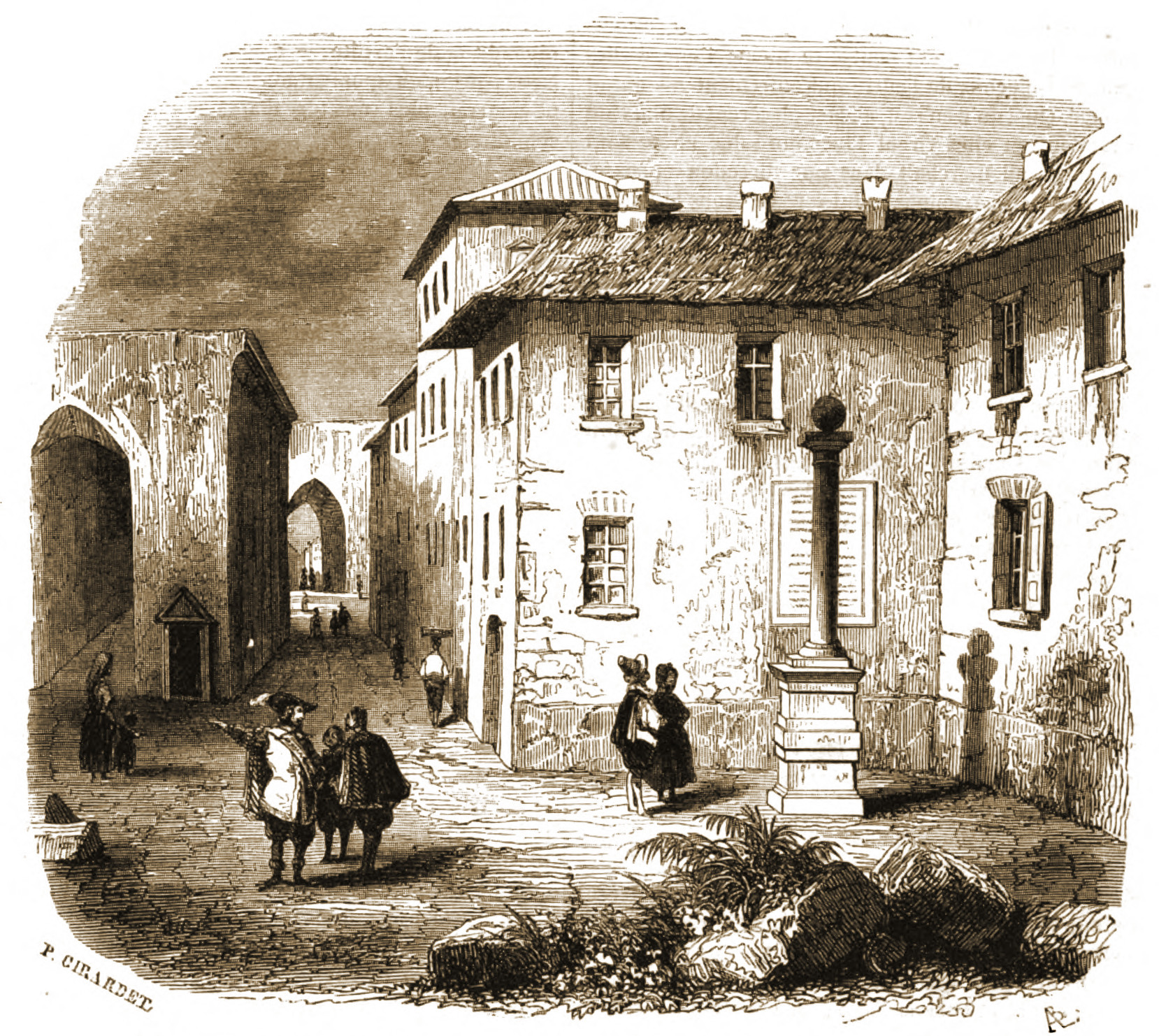
La colonna infame in una ricostruzione del 1843

Nella sua traduzione in lingua milanese della Gerusalemme Liberata del 1772, Domenico Balestrieri inserì in nota l'indicazione di una veramente compiuta dissertazione sulla colonna infame, letta dall'avvocato fiscale Fogliazzi durante una riunione dell'Accademia dei Trasformati, e riportò l'intera iscrizione della lapide; nel testo citò anche alcuni versi di un'opera di Giuseppe Parini.
|    | Quando tra vili case in mezzo a poche                                                                       |  |      |
|    | rovine i' vidi ignobil piazza aprirsi.                                                                      |  |      |
|    | Quivi romita una colonna sorge                                                                              |  |      |
|    | in fra l'erbe infeconde e i sassi e il lezzo                                                                |  |      |
| 5  | Ov'uom mai non penetra, però ch'indi                                                                        |  |      |
|    | genio propizio all'insubre cittade                                                                          |  |      |
|    | ognun rimuove alto gridando: — Lungi,                                                                       |  |      |
|    | o buoni cittadin, lungi che 'l suolo                                                                        |  |      |
|    | miserabile infame non v'infetti —                                                                           |  |      |
| 10 | Al piè della colonna una sfacciata                                                                          |  |      |
|    | donna sedea, che della base al destro                                                                       |  |      |
|    | braccio facea puntello; e croci e rote                                                                      |  |      |
|    | e remi e fruste e ceppi erano il seggio,                                                                    |  |      |
|    | su cui posava il rilassato fianco.                                                                          |  |      |
| 15 | Ignuda affatto se non che dal collo                                                                         |  |      |
|    | Pendeale un laccio, e scritti al petto aveva                                                                |  |      |
|    | obbrobriosi, e in capo strane mitre,                                                                        |  |      |
|    | terribile ornamento. Ergeva in alto                                                                         |  |      |
|    | la fronte petulante, e quivi sopra                                                                          |  |      |
| 20 | avea stampate con rovente ferro                                                                             |  |      |
|    | parole che dicean: Io son l'Infamia!                                                                        |  |      |
|    | Io che virtù seguendo odio costei,                                                                          |  |      |
|    | anzi gloria immortai co' versi cerco,                                                                       |  |      |
|    | a tal vista fuggìa, quando la donna                                                                         |  |      |
| 25 | amaramente sorridendo disse [...]<ref>Descrizione del contenuto della lapide non riportata da Balestrieri.< |  | ref> |
|    | |  |      |
|    | Cosi dicea la donna, e il vil dispregio,                                                                    |  |      |
|    | e mille turpi Genii intorno a lei                                                                           |  |      |
|    | la gien beffando intanto, ed inframmesso                                                                    |  |      |
|    | il pollice a le due vicine dita,                                                                            |  |      |
| 30 | ad ambe mani le faceano scorno.                                                                             |  |      |

Stando a una ricostruzione dello storico milanese Francesco Cusani, il Balestrieri donò copia della propria opera al barone Joseph Sperges, consigliere austriaco per gli affari italiani; nella lettera di ringraziamento il barone si dolse per la citazione della colonna infame, monumento di disonore per il Senato di Milano. Balestrieri in seguito mostrò la lettera al conte Firmian, governatore della Lombardia.
Successivamente, sempre secondo il Cusani, il governo cercò di far demolire la colonna, approfittando di una norma che vietava il restauro dei monumenti d'infamia: gli anziani della parrocchia fecero firmare agli abitanti delle case adiacenti una richiesta per l'abbattimento della colonna danneggiata dal tempo, ma il Senato rifiutò più volte quanto richiesto.
Nelle notti dell'agosto 1778 gli abitanti sentirono più volte colpire la base della colonna, che cadde nella notte tra il 24 e il 25 agosto 1778 e "la palla che la sormontava rotolò giù pel vicolo dei Vetraschi". Alla fine di agosto i resti furono smantellati completamente e il 1º settembre ci fu un sopralluogo ufficiale.
Dopo l'eliminazione della colonna infame, il terreno venne acquistato e fu costruita un'abitazione.

## Opere relative allacolonna infame
Dalla prima metà dell'Ottocento le vicende della colonna infame conobbero nuova fama.
- Nel 1804 ci fu la pubblicazione postuma delle Osservazioni sulla tortura (1777) di Pietro Verri,[17] saggio incentrato sull'uso della tortura nel processo agli untori e realizzato negli anni precedenti all'abbattimento della colonna infame.
- Nell'edizione del 1840 de I promessi sposi Alessandro Manzoni inserì come appendice il saggio storico Storia della colonna infame, con una descrizione del processo agli untori.
- Nel 1841 Francesco Cusani pubblicò la traduzione della cronaca di Giuseppe Ripamonti sulla peste del 1630 (edita in latino nel 1640), con l'aggiunta di informazioni storiche anche sulla colonna infame.
- Nel 1962 Dino Buzzati scrisse la commedia teatrale La colonna infame, rappresentata per la prima volta il 23 ottobre 1962 al Teatro Sant'Erasmo di Milano dalla compagnia del "Teatro delle Novità" diretta da Maner Lualdi, con la regia di Edmo Fenoglio e con gli attori Piero Nuti, Giustino Durano e Paolo Poli.[18][19]
- Nel 1972 il regista Nelo Risi diresse il film La colonna infame, trasposizione del saggio di Alessandro Manzoni.

## Il luogo oggi
Oggi all'angolo tra via Gian Giacomo Mora e corso di Porta Ticinese è presente una palazzina; nel 2005 in una rientranza vennero poste una scultura in bronzo e una targa a ricordo degli eventi.
"... È UN SOLLIEVO PENSARE CHE SE NON SEPPERO QUELLO CHE FACEVANO,
FU PER NON VOLERLO SAPERE, FU PER QUELL'IGNORANZA CHE L'UOMO
ASSUME E PERDE A SUO PIACERE, E NON È UNA SCUSA MA UNA COLPA".
Alessandro Manzoni, Storia della Colonna infame»
(Testo della targa)